# Ivo Perilli
Ivo Perilli (Roma, 10 aprile 1902 – Roma, 24 novembre 1994) è stato uno sceneggiatore, regista e scenografo italiano.
Era il padre dell'attrice e doppiatrice Valeria Perilli, e del poeta e saggista Plinio Perilli, avuti dall'attrice Lia Corelli.

## Biografia
Dopo aver frequentato un istituto d'arte, si laurea in architettura, lavorando contemporaneamente nel campo delle produzioni cinematografiche nel periodo muto ricoprendo vari incarichi come scenografo, pittore e costumista. È anche autore di diversi cartelloni cinematografici e pubblicità per i film spesso realizzati direttamente presso le sale cinematografiche.
Nel 1931 l'incontro con Mario Camerini, con cui avrà una lunga collaborazione, per il quale lavora alle scene e costumi per il film Figaro e la sua gran giornata, negli studi della Cines di Roma. Sarà l'inizio di una lunga carriera nel cinema.
Dopo essere stato aiuto regista per Gli uomini, che mascalzoni! (1932), nel 1933 gira il suo primo film, Ragazzo, pellicola sfortunata, perché mentre era già programmata per la visione in varie sale, tutte le copie del film furono ritirate, sembra per ordine dello stesso Mussolini come atto punitivo verso Nino D'Aroma, ideatore del soggetto nonché per la rappresentazione eccessivamente verista del film che rappresentava vere scene di quartieri degradati e malfamati della periferia urbana. L'unica pellicola disponibile fu depositata nella Cineteca del Centro Sperimentale di Cinematografia, dove venne visionata negli anni dagli studenti, ma nel 1944, un gruppo di militari tedeschi in ritirata verso il nord entrò nel Centro e, dopo aver trafugato varie attrezzature, diede fuoco ai locali: l'unica copia di Ragazzo fu distrutta per sempre.
Dopo il suo primo film come regista continuò la sua attività di sceneggiatore per vari registi, dirigendo negli anni '30 altri due film.
Molto attivo anche nei programmi dell'EIAR e successivamente della Rai, in programmi di varietà, e nel teatro leggero.
Nel 1974, lavora alla sceneggiatura di quello che sarà il suo ultimo film Mio Dio, come sono caduta in basso!.
Muore a Roma a 92 anni, nel 1994.

## Filmografia
- Figaro e la sua gran giornata, regia di Mario Camerini (1931), scenografia e costumi
- Vele ammainate, regia di Anton Giulio Bragaglia (1931), scenografia
- Gli uomini, che mascalzoni..., regia di Mario Camerini (1932), aiuto regia
- Ragazzo (1933), sceneggiatura e regia
- T'amerò sempre, regia di Mario Camerini (1934), sceneggiatura
- Il cappello a tre punte, regia di Mario Camerini (1934), sceneggiatura
- Come le foglie, regia di Mario Camerini (1935), sceneggiatura
- Darò un milione, regia di Mario Camerini (1935), sceneggiatura
- Passaporto rosso, regia di Guido Brignone (1935), sceneggiatura
- Ginevra degli Almieri, regia di Guido Brignone (1936), soggetto e sceneggiatura
- La danza delle lancette, regia di Mario Baffico (1936), sceneggiatura
- Lo smemorato, regia di Gennaro Righelli (1936), sceneggiatura
- Felicita Colombo, regia di Mario Mattoli (1937), sceneggiatura
- Il conte di Bréchard, regia di Mario Bonnard (1938), sceneggiatura
- Luciano Serra pilota, regia di Goffredo Alessandrini (1938), sceneggiatura
- Voce senza volto, regia di Gennaro Righelli (1938), sceneggiatura
- Animali pazzi, regia di Carlo Ludovico Bragaglia (1939), sceneggiatura
- Batticuore, regia di Mario Camerini (1939), sceneggiatura
- I grandi magazzini, regia di Mario Camerini (1939), sceneggiatura
- Il documento, regia di Mario Camerini (1939), sceneggiatura
- Io, suo padre, regia di Mario Bonnard (1939), sceneggiatura
- La forza bruta, regia di Carlo Ludovico Bragaglia (1940), sceneggiatura
- I promessi sposi, regia di Mario Camerini (1940), sceneggiatura
- L'eliisir d'amore, regia di Amleto Palermi (1941), sceneggiatura
- Uomini sul fondo, regia di Francesco De Robertis (1941), aiuto regia
- Margherita fra i tre (1942), regia
- La primadonna (1942), sceneggiatura e regia
- La freccia nel fianco, regia di Alberto Lattuada (1945), sceneggiatura
- Canto, ma sottovoce..., regia di Guido Brignone (1945), soggetto
- Due lettere anonime, regia di Mario Camerini (1945), soggetto e sceneggiatura
- Un uomo ritorna, regia di Max Neufeld (1946), sceneggiatura
- Amanti senza amore, regia di Gianni Franciolini (1947), sceneggiatura
- La figlia del capitano, regia di Mario Camerini (1947), sceneggiatura
- Riso amaro, regia di Giuseppe De Santis (1948), sceneggiatura
- Duello senza onore, regia di Camillo Mastrocinque (1949), soggetto e sceneggiatura
- Il lupo della Sila, regia di Duilio Coletti (1949), soggetto e sceneggiatura
- Il brigante Musolino, regia di Mario Camerini (1950), sceneggiatura
- Anna, regia di Alberto Lattuada (1951), soggetto e sceneggiatura
- Core 'ngrato, regia di Guido Brignone (1951), sceneggiatura
- Europa '51, regia di Roberto Rossellini (1952), sceneggiatura
- Tre storie proibite, regia di Augusto Genina (1951), sceneggiatura
- Le infedeli, regia di Steno e Monicelli (1952), soggetto e sceneggiatura
- Inganno, regia di Guido Brignone (1952), sceneggiatura
- Jolanda, la figlia del Corsaro Nero, regia di Mario Soldati (1953), sceneggiatura
- La cieca di Sorrento, regia di Giacomo Gentilomo (1953), sceneggiatura
- Melodie immortali, regia di Giacomo Gentilomo (1952), sceneggiatura
- La tratta delle bianche, regia di Luigi Comencini (1952), soggetto e sceneggiatura
- Frine, cortigiana d'Oriente, regia di Mario Bonnard (1953), sceneggiatura
- Siamo tutti inquilini, regia di Mario Mattoli (1953), soggetto
- I cavalieri della Regina, regia di Mauro Bolognini (1954), sceneggiatura
- Di qua, di là del Piave, regia di Guido Leoni (1954), soggetto e sceneggiatura
- Mambo, regia di Robert Rossen (1954), sceneggiatura
- Ulisse, regia di Mario Camerini (1954), sceneggiatura
- Un po' di cielo, regia di Giorgio Moser (1955), sceneggiatura
- Quando tramonta il sole, regia di Guido Brignone (1955), sceneggiatore
- La bella mugnaia, regia di Mario Camerini (1955), sceneggiatura
- La diga sul Pacifico, regia di René Clément (1956), sceneggiatura
- Guerra e pace, regia di King Vidor (1956), sceneggiatura
- Il vetturale del Moncenisio, regia di Guido Brignone (1954), sceneggiatura
- Uomini e lupi, regia di Giuseppe De Santis (1957), sceneggiatura
- La tempesta, regia di Alberto Lattuada (1958), sceneggiatura
- Jovanka e le altre, regia di Martin Ritt (1959), sceneggiatura
- I briganti italiani, regia di Mario Camerini (1961), sceneggiatura
- Ponzio Pilato, regia di Gian Paolo Callegari (1961), sceneggiatura
- Barabba, regia di Richard Fleischer (1961), sceneggiatura
- Il paradiso dell'uomo, regia di Giuliano Tomei (1962), soggetto e sceneggiatura
- La Bibbia, regia di John Huston (1966), soggetto e sceneggiatura
- Mio Dio, come sono caduta in basso!, regia di Luigi Comencini (1974), soggetto e sceneggiatura